# The Kites Flying in the Sky
 (mars 2020).
Pour plus de détails, voir Fiche technique et Distribution.
The Kites Flying in the Sky (en coréen 하늘을 나는 연들 ; Hanurul nanun yondul) est un film nord-coréen réalisé par Phyo Kwang et Kim Hyon-chol, sorti en 2008. Le film était différent par le fait qu'aucune reprise n'était nécessaire pour approuver sa sortie. La date officielle de sortie était mise pour le 16 février 2008, et est le premier film à être passé à la télévision avant sa sortie générale.
The Kites Flying in the Sky est le seul film nord-coréen à être projeté au onzième Festival international du film de Pyongyang. Au même festival, le film a gagné un prix pour sa projection spéciale. Malgré son succès dans son pays d'origine, le film a été mal reçu par les spectateurs étrangers, qui ont rejeté l'œuvre comme étant « sirupeuse et propagandiste,.»

## Synopsis
Une championne de marathon retraitée consacre sa vie à s'occuper d'orphelins.

## Fiche technique
- Titre original : 하늘을 나는 연들
- Titre français : The Kites Flying in the Sky
- Réalisation : Phyo Kwang et Kim Hyon-chol
- Pays d'origine : Corée du Nord
- Langue originale : Coréen
- Date de sortie : 2008